# Henry Walston, Baron Walston
Henry Walston, Baron Walston este un om politic britanic, membru al Parlamentului European în perioada 1973-1979 din partea Regatului Unit. 